# Les Ulis
Les Ulis es una comuna francesa, situada en el departamento de Essonne, en la región de Isla de Francia. Cuenta con una población de 24.528 habitantes y una extensión de 5,52 km². Está a 23,1 km del centro de París.

## Historia
La comuna de Les Ulis es de reciente creación. Fue creada el 19 de febrero de 1977, separándose de las comunas de Orsay y Bures-sur-Yvette.

## Demografía
| ... | ... | ... | ... | ... | ... | ... | ... | ... | ... | ... | ... | ... | ... | ... | ... | ... | ... | ... | ... | ... | ... | ... | ... | ... | ... | ... | ... | 20 283 | 28 223 | 27 164 | 25 785 | 24 528 | 24 868 |
| Para los censos de 1962 a 1999 la población legal corresponde a la población sin duplicidades (Fuente: INSEE [Consultar]) |     |     |     |     |     |     |     |     |     |     |     |     |     |     |     |     |     |     |     |     |     |     |     |     |     |     |     |        |        |        |        |        |        |

## Personalidades
- Thierry Henry, futbolista.
- Anthony Martial, futbolista.
- Patrice Evra, futbolista.
- Stéphane Pocrain, orador del partido ecologista francés.
- Noémie Lenoir, supermodelo.
- Patrick Lapeyre, escritor.
- Sinik, rapero.
- Moussa Marega, futbolista.